# Oueslatia (délégation)
Oueslatia est une délégation tunisienne dépendant du gouvernorat de Kairouan.
En 2004, elle compte 36 195 habitants dont 18 019 hommes et 18 176 femmes répartis dans 7 595 ménages et 8 375 logements.